# Mitsubishi Motors Australia
Die Mitsubishi Motors Australia Ltd. (MMAL) ist die australische Tochtergesellschaft des japanischen Automobilherstellers Mitsubishi Motors Corporation. Sitz und australisches Hauptquartier sind in Tonsley Park in Südaustralien; es gibt Niederlassungen in Brisbane, Sydney, Melbourne und Perth. Die Gesellschaft wurde 1980 gegründet und begann im selben Jahr mit dem Bau von Fahrzeugen, wobei die Anlagen der Chrysler Australia Ltd. übernommen wurden. Die Fertigung von PKW endete 2008; seitdem ist die Gesellschaft nur noch als Importeur japanischer Mitsubishi-Wagen aktiv. MMAL betreibt Ersatzteilcenter in Adelaide und Sydney.

## Geschichte

### Chrysler
Der Bau des Montagewerkes in Tonsley Park wurde vom damaligen Eigentümer, der Chrysler Australia Ltd., 1963 begonnen. Das Werk wurde im Oktober 1964 eröffnet, sodass das bisherige Montagewerk in Keswick geschlossen und an einen Möbelhändler verkauft werden konnte.
1968 eröffnete Chrysler Australia ein Motorenwerk südlich von Adelaide in Lonsdale, wo Motoren für den beliebten Chrysler Valiant hergestellt und in Tonsley Park eingebaut wurden.

### Übernahme durch Mitsubishi

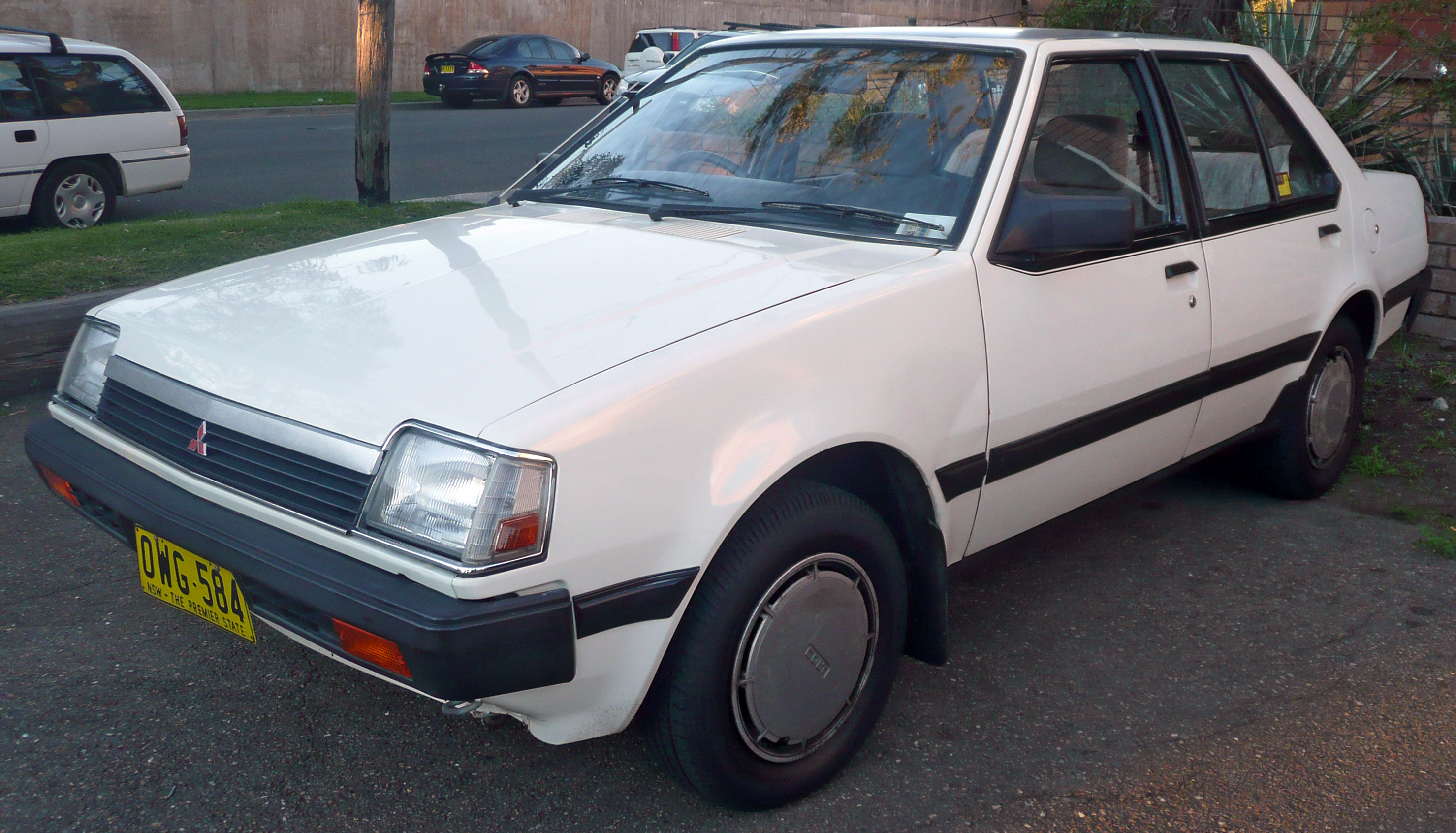
Der Kleinwagen Colt wurde von 1982 bis 1990 gebaut.

Nach der Übernahme von 15 % der Gesellschaftsanteile der Mitsubishi Motors Corporation durch Chrysler USA 1971, begann Chrysler Australia mit dem Bau von Fahrzeugen, die bei Mitsubishi konstruiert, aber mit Chrysler-Emblem verkauft wurden, insbesondere dem Chrysler Valiant Galant (später: Chrysler Galant), der auf dem Mitsubishi Galant (1972–1977) basierte, und dem Chrysler Sigma, der auf dem Mitsubishi Galant (1977–1985) basierte. 1979 kauften die Mitsubishi Motors Corporation und die Mitsubishi Corporation je ein Sechstel der Gesellschaftsanteile der Chrysler Australia Ltd. und 1980 übernahmen die beiden Firmen den Rest der Gesellschaft von Chrysler USA. Der Name der Firma wurde daraufhin im Oktober 1980 in Mitsubishi Motors Australia Ltd. geändert. Die Fertigung des populären Sigma wurde unter dem Namen Mitsubishi bis 1987 fortgesetzt. Der Nachfolger namens Magna kam bereits 1985 heraus. Die Fertigung des Colt, die 1982 begann wurde 1990 wieder eingestellt. Es gab keinen in Australien gebauten Nachfolger hierfür.
Der Magna basierte, wie sein Vorgänger, auf dem Galant. Dabei bestanden die Veränderungen gegenüber dem Ausgangsmodell in einer größeren Fahrzeugbreite und einem zusätzlichen Kombimodell, das 1987 herauskam. In den 1990er-Jahren wurden der Magna etlichen Facelifts unterzogen und eine Luxusausführung namens Verada kann heraus. Anfang der 2000er-Jahre allerdings sah der Magna/Verada, nun in der dritten Generation, doch etwas veraltet aus. Ein weiteres Facelift 2003 verfehlte die erwünschte Wirkung auf die Verkaufszahlen. Die japanische Mitsubishi Motors Corporation genehmigte die Konstruktion eines neuen Fahrzeugmodells und bezahlte den Umbau des Montagewerks Tonsley Park. Der neue Wagen, der Mitsubishi 380, wurde dann 2005 vorgestellt.

### Sinkende Verkaufszahlen
Die rechtliche und finanzielle Situation der Muttergesellschaft machten auch der MMAL Schwierigkeiten, sodass das Markenimage 2004 einen Tiefststand erreichte. Eine Imageuntersuchung Mitte 2004 deckte auf, dass vier von fünf Befragten dachten, dass Mitsubishi sein Engagement in Australien aufgeben würde.
Der Rückzug von DaimlerChrysler von ihrem Engagement bei der Mitsubishi Motors Corporation 2004 und der „Revitalisierungsplan“, der die Schließung des Werkes Lonsdale empfahl, halfen nicht bei der Verbesserung des Images der MMAL.
MMAL hatte zum Jahresende 2004 noch ca. 4000 nicht verkaufte Magna und Verada auf dem Hof stehen. Zur Wiedererlangung des Kundenvertrauens und zum Verkauf der auf Halde stehenden Autos wurden im Dezember 2004 eine Reihe von Fernsehwerbespots geschaltet. Die Spots konzentrierten sich auf Tom Philips, den damaligen Chef von Mitsubishi Motors Australia, der die Einführung einer Fünf-Jahre-130.000-km-Garantie versprach. Mitsubishi bereitete einen Slogan des Chrysler-Chefs Lee Iacocca wieder auf, der lautete: „If you can find a better-built, better-backed car anywhere, them buy it.“ (dt. Wenn Sie irgendwo ein Auto finden, das höhere Qualität und eine bessere Garantie bietet, dann kaufen Sie es.). Die Kampagne verbesserte die Verkaufszahlen deutlich und trug dazu bei, die Halde nicht verkaufter Autos abzutragen.
Der Mitsubishi 380, der Nachfolger des Magna, nährte bei seiner Vorstellung Hoffnungen für die Zukunft der MMAL. Die Hoffnungen gründeten auf dem guten Verkaufserfolg des Magna bei seiner Vorstellung und der Tatsache, dass der australische Automobilmarkt damals wuchs. Aber der 380 verkaufte sich von Anfang an schlecht und verfehlte die prognostizierten Verkaufszahlen bei Weitem. Mitsubishi reagierte darauf mit Verringerung der Tagesproduktion von 180 auf 50 Fahrzeuge und der Reduzierung des dafür benötigten Personals.

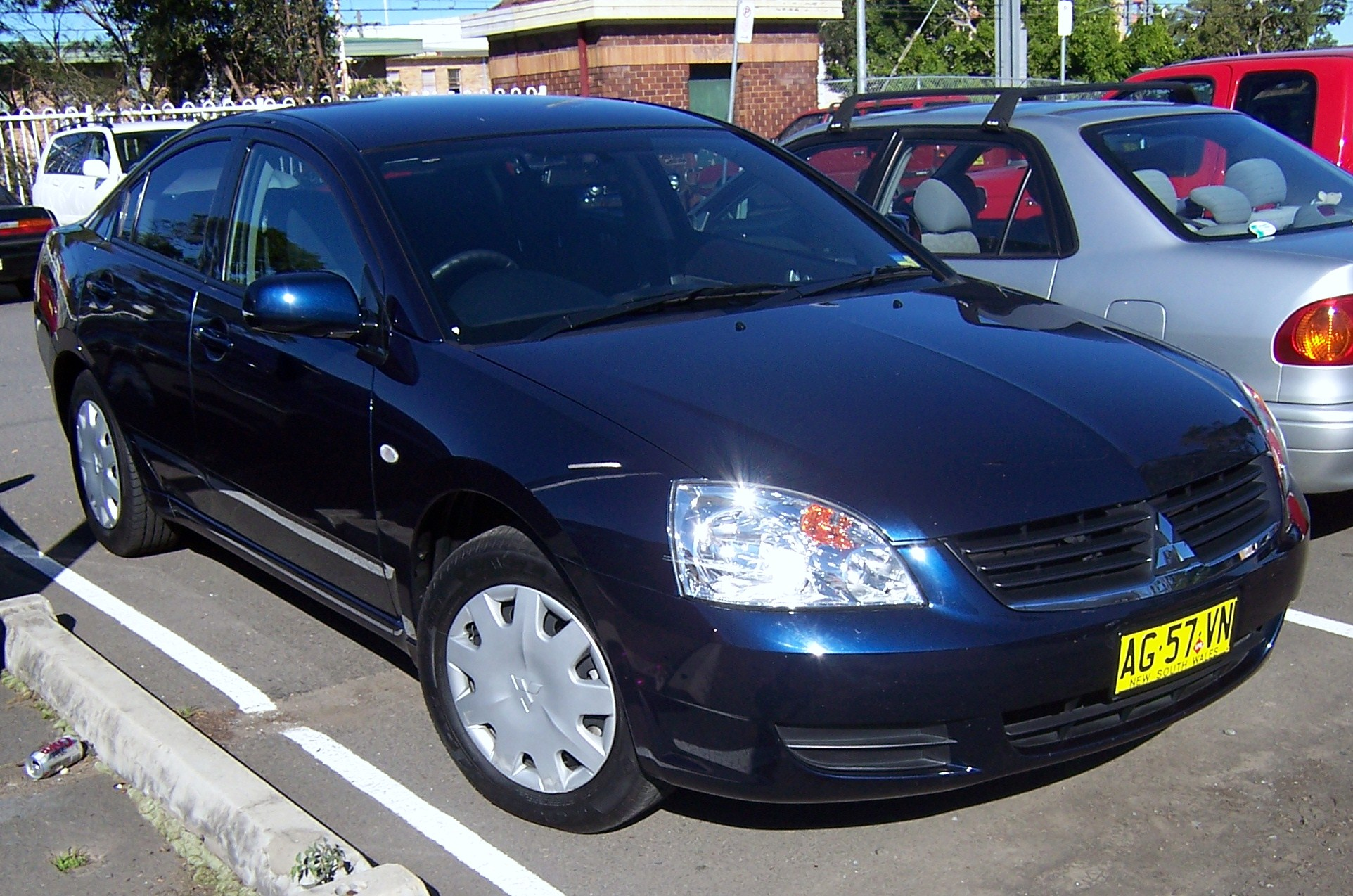
Das entscheidende Mitsubishi-Modell 380 wurde ab 2005 hergestellt. Die Produktion dauerte aber nicht einmal drei Jahre.

Die Verkaufszahlen anderer Mitsubishi-Modelle in Asien und Europa stiegen mit der Einführung neuer Modelle 2006 an. Diese Modelle wurden auch auf dem australischen Markt eingeführt und erhöhten die Verkaufszahlen in ihren Segmenten, halfen aber den im Lande hergestellten Modellen nicht.

### Aufgabe der Fertigung in Australien und Reorganisation
Am 5. Februar 2008 kündigte die MMAL an, dass sie die Produktion des 380 in Tonsley Park mit Wirkung zum Ende des März 2008 einstellen würde. Die zweiseitige Stellungnahme kündigte an, dass die Firma künftig „auf dem australischen Markt eine reine Importstrategie fahren“ würde, da der 380 sich einfach nicht richtig verkaufte. Die letzte Mitsubishi-Limousine vom Typ 380 verließ die Montagelinien am 27. März 2008. Dadurch wurden ca. 500 Arbeiter freigestellt, 430 weitere konnten noch 12 Monate bleiben. Das verbleibende Personal bauten die Maschinen im Werk ab und stellten noch Ersatzteile für Autos aus den letzten zehn Jahren her.
Bis Ende 2009 hatte MMAL auch die letzten Reste der Fertigungsanlagen aus dem Montagewerk in Tonsley Park ausgebaut. Am 16. Dezember 2009 wurde das Werk der Regierung von Südaustralien übereignet.

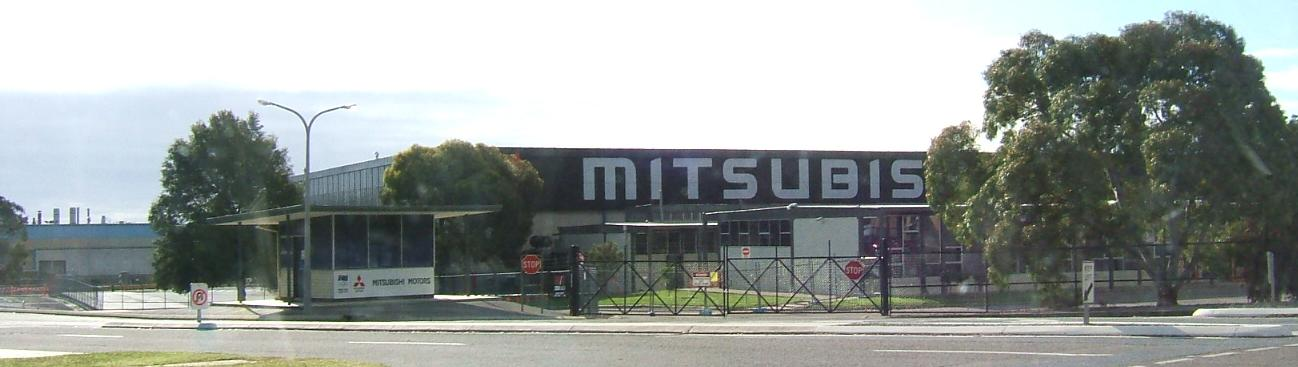
Das verlassene Mitsubishi-Werk in Adelaide

Gleichzeitig reorganisierte die MMAL ihre verbliebenen Abteilungen. Diese Reorganisation wurde Mitte 2009 abgeschlossen und 300 Mitarbeiter wurden entlassen, weil sie nicht mehr nötig waren oder ihre Aufgaben outgesourct wurden.
Die Mehrzahl des verbleibenden Personals war im Verkauf oder im Marketing beschäftigt, wenn auch die MMAL einige Mitarbeiter behielt, die ggf. notwendige Konstruktionsänderungen an japanischen Mitsubishi-Produkten durchführen können, um sie für den australischen Markt anzupassen.
Die MMAL hat auch ihre Büros in Sydney, Melbourne, Brisbane und Perth behalten. Dort waren nur geringfügige Reorganisationen notwendig, da es sich ja immer schon um Verkaufsniederlassungen gehandelt hatte.

## Fahrzeugpalette
Seit der Einstellung des in Australien hergestellten Modells 380 besteht die gesamte Modellpalette der MMAL aus Fahrzeugen, die aus Japan importiert werden, wie dem Colt, dem Express, dem Grandis, dem Lancer, dem Outlander und dem Pajero. Von Thailand werden der Challenger und der Triton eingeführt.

## Produktion und Verkäufe 1991–2007
| Jahr | Produktion | Verkauf |
| ---- | ---------- | ------- |
| 1991 | 29074      | k. A.   |
| 1992 | 36714      | k. A.   |
| 1993 | 52521      | k. A.   |
| 1994 | 47859      | k. A.   |
| 1995 | 39728      | k. A.   |
| 1996 | 43235      | k. A.   |
| 1997 | 58290      | k. A.   |
| 1998 | 47296      | k. A.   |
| 1999 | 34883      | k. A.   |
| 2000 | 38566      | 70599   |
| 2001 | 43801      | 65512   |
| 2002 | 46191      | 65054   |
| 2003 | 31470      | 66979   |
| 2004 | 17245      | 56260   |
| 2005 | 18657      | 55307   |
| 2006 | 10560      | 57288   |
| 2007 | 10230      | 66410   |

(Quellen: Fact & Figures 2000, Fact & Figures 2005, Fact & Figures 2008)